# Karl James Anderson
 (juin 2024).
Si vous disposez d'ouvrages ou d'articles de référence ou si vous connaissez des sites web de qualité traitant du thème abordé ici, merci de compléter l'article en donnant les références utiles à sa vérifiabilité et en les liant à la section « Notes et références ».
Karl James Anderson est un illustrateur et peintre impressionniste américain, né le 13 janvier 1874 à Sun Morning près d'Oxford dans l'Ohio, et décédé le 18 mai 1956 à Westport dans le Connecticut.

## Biographie
Fils d'un sellier né dans le Sud et d'une mère d'origine autrichienne, il est l'aîné de cinq frères et deux sœurs, dont certains montrent un intérêt précoce pour les arts. Son frère Sherwood (1876-1941) devint un éminent dramaturge et auteur de romans, de poésie et de nouvelles. 
Alors qu’il effectue un apprentissage chez un harnacheur, il commence à dessiner sur les murs de l’atelier de son maître. Il travaille ensuite pour un peintre en bâtiment et portraitiste amateur qui lui apprend les rudiments du dessin en échange du nettoyage de son atelier.

### Formation
Sa famille déménage à Clyde  en 1884 et il y fréquente le lycée. Il suit parallèlement des cours d'art auprès d'un peintre local John B. Tichenor (1891).
Sept ans plus tard, il est allé à Cleveland où il retouche de vieilles photographies pour un photographe, tout en suivant des cours du soir de portrait au crayon à la Cleveland School of Art (1891-92).
En 1893, il peut s'installer à Chicago, où il poursuit sa formation à l'école de l'Art Institute of Chicago sous la direction de John H. Vanderpoel (1893-97). Dessinateur doué, il prend des commandes d'illustrations en 1894 et rejoint le cabinet J.C. Mantz & Company en 1896.
Deux ans plus tard, il accepte un poste d'illustrateur résident pour Woman's Home Companion à Springfield tout en travaillant pour d’autres périodiques de premier plan, parmi lesquels Scribner’s, Collier’s Weekly, Vanity Fair et le Saturday Evening Post.
Mais son véritable désir était de devenir un bon artiste peintre et en 1900, il s'embarque pour Paris, perfectionnant ses compétences de peintre de figures à l'Académie Colarossi et à l'Académie Julian. Il fréquente également l'atelier du peintre Art nouveau Alfons Mucha. 
À l’été 1901, il se rend à Egmond, aux Pays-Bas, pour s’inscrire à des cours de peinture en plein air dirigés par le peintre américain expatrié George Hitchcock, dont le penchant pour les teintes vives et les formes décoratives influence son style de peinture.
Il revient en Amérique en 1904, et travaille comme illustrateur à New York tout en peignant pendant son temps libre. En 1909, il retourne en Europe et étudie de manière indépendante en Espagne et en Italie avant de rejoindre la France. 
Un tournant dans sa carrière se produit à l’été 1909, lorsque, à l’invitation du peintre impressionniste américain Frederick Frieseke, il effectue une longue visite à la colonie d’artistes de Giverny. Influencé par le style impressionniste décoratif de son ami et par l’accent mis sur la figure féminine, Anderson peint de jolis modèles dans des décors extérieurs ensoleillés, travaillant souvent dans le jardin de Frieseke. Une grande partie de son temps en août est consacrée à The Idlers (Les Oisives) (Valparaiso University Museum of Art), l'une de ses peintures les plus connues qui remporta une médaille d'argent à l'exposition internationale Carnegie de 1910.

### La Reconnaissance
Il revient à New York au début de 1910 où il expose avec Edmund Greacen à la Madison Gallery de New York, qui présente ses récentes toiles de Giverny. Une exposition personnelle à la Knoedler Gallery la même année a également contribué à assurer sa place dans les cercles artistiques nationaux. 
Après avoir reçu plusieurs commandes du général Charles C. Dawes de Chicago, il peut abandonner son travail d'illustration pour peindre à plein temps. En 1912, il s'installe à Westport dans un atelier sur Narrow Rocks Road. Il est surnommé le « doyen des peintres de Westport ».
Il connait le succès avec de nombreuses expositions. Puis tout au long des années 1930, il voyage dans la région de Baie Saint-Paul au Québec avec d'autres artistes de Westport. 
Il meurt en 1956 à Westport, d'un accident vasculaire cérébral.

## Œuvre

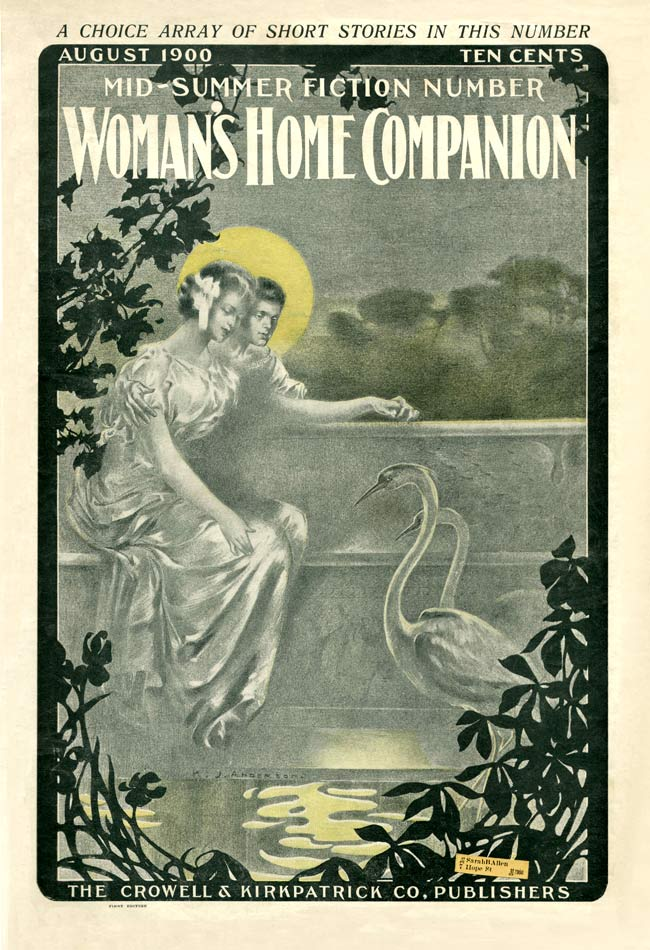
Illustration Août 1900

Il réalise en août 1900 la couverture Woman's Home Companion, représentant un homme et une femme se tenant la main au bord d'un étang sous une pleine lune, sous le regard de deux hérons et en janvier 1901 il montre deux hommes et deux femmes en tenue de soirée. Une des femmes joue du piano.
Dès 1910 1920 il connait le succès avec de nombreuses expositions : aux Thurber Galleries de Chicago (1910, 1911, 1913), à la Gage Gallery de Cleveland avec Lawrence Mazzanovich (1913, 1914), au Rowfant Club de Cleveland (1913), aux Durand Galleries de New York (1925), au Grand Central Art Galleries à New York (1927-28, 1931, 1934) et Ferargil Galleries (1929) à New York, entre autres. 
Il a également contribué régulièrement aux annuelles nationales, remportant des prix tels que le , la médaille d'or française à l'Art Institute of Chicago (1918) et la médaille d'or au National Arts Club (1920). 
À New York, il appartient aux organisations professionnelles les plus importantes de son époque, notamment Allied Artists of America, l' Académie américaine des beaux-arts, le National Arts Club, le Salmagundi Club et la Society of Illustrators.
Il est connu en tant que peintre de portraits et de scènes de genre, mais surtout pour ses représentations de jolies femmes prenant le thé ou se détendant dans un cadre ensoleillé. Les critiques contemporains, étaient séduits par ses « couleurs délicieuses et son mouvement envoûtant ».
Dans les années 1930, il réalise des peintures murales décoratives pour les bureaux de poste de Bedford et de West Haven et est enseignant à la Académie américaine des beaux-arts (1931-44).
- Les Oisives, 1909, huile sur toile, 92 × 76 cm, Musée d'art Brauer, Valparaiso
- Portrait of Frieseke, 1910, huile sur toile, 92 × 76 cm, Metropolitan Museum, New York[3]
- Court de tennis à l'Hôtel Baudry, 1910, huile sur toile, Terra Foundation for American Art[4]
- La Serenade, 1910-1915, huile sur toile, Collection privée, Vente Aslaska premier 2022[5]
- Les Cueilleuses de pommes, 1912, huile sur toile, 134 × 128 cm, Cleveland Museum of Art[6]
- Le Feu follet, 1912, Collection privée, vente Hodgins 2015[7]
- Le Naturaliste, 1912, Collection privée, Vente 2013[7]
- The Little Princess, 1915, huile sur toile, 69 × 74 cm, Smithsonian American Art Museum, Washington[8]
- L'Héritage, vers 1915, huile sur toile, 102 × 89 cm, Pennsylvania Academy of the Fine Arts, Philadelphie[9]
- Les Cueilleurs de pommes, vers 1919, huile sur toile, 74 × 69 cm, Musée des Beaux-Arts (Boston)[10]
- Portrait d'Horace Beach Merwin, 1949, huile sur toile, 91 × 76 cm, Collection privée, Broward Gallery 2024[5]

Dates non documentées
- Le Déjeûner, Collection privée, Vente 2012[7]
- Sur la Colline, Collection privée, Vente 2018[7]
- Dimanche au parc, Collection privée, vente 2016[7]
- Melissa enfant, huile sur toile marouflée sur panneau, 41 × 33 cm, Collection privée, Vente Hindman 2024[5]
- La Tentation du saint, huile sur toile, collection privée, vente Rago Arts 2021[5]
- Portrait de Margaret Mixter en petite fille, huile sur toile, 102 × 69 cm, Collection privée, Vente Capsule gallery 2020[5]
- Le Voyageur, huile sur toile, 76 × 66 cm encadré, Collection privée, Vente Cowan's 2017[5]
- Réunion de famille, Gouache sur papier marouflé sur carton, 27 × 33 cm, Collection privée, vente 2016[11]